# Rudolf Bester
Pour les articles homonymes, voir Bester.
Rudolf Bester est un footballeur namibien né le 19 juillet 1983 à Walvis Bay.
Il a participé à la Coupe d'Afrique des nations 2008 avec l'équipe de Namibie.

## Carrière
- 2003-2006 : Blue Waters FC ( Namibie)
- 2006-2008 : Eleven Arrows FC ( Namibie)
- 2008 : FK Čukarički Stankom ( Serbie)[2]
- 2009 : Eleven Arrows FC ( Namibie)
- 2009-2011 : Maritzburg United ( Afrique du Sud)
- 2011- : Orlando Pirates ( Afrique du Sud)